# Luc Boulanger
Luc Boulanger est un journaliste québécois, auteur, critique  et éditorialiste à La Presse.

## Biographie
Figure bien connue de la communauté journalistique montréalaise et critique de théâtre, Luc Boulanger a commencé sa carrière en 1989, après avoir obtenu un diplôme en Communication de l’UQAM, doublé de la Bourse de la relève en journalisme Laurentide Rock / Journal de Montréal. Il a publié ses textes, entrevues et portraits dans de nombreuses revues, dont Voir, Châtelaine, L’actualité ,
Elle Québec, Clin d’œil, Village, Entre les lignes.
Luc Boulanger a dirigé pendant 12 ans la section Arts et Spectacles du journal Voir et a collaboré de 2008 à 2011 aux pages culturelles du journal Le Devoir. Depuis 2003, il occupe le poste de rédacteur en chef et éditeur adjoint de VIA destinations, le magazine de bord  bilingue de Via Rail Canada. 
En septembre 2011, Luc Boulanger s'est joint à l’équipe  de la section des Arts du journal La Presse où il est critique et reporter.  
- Au début des années 1990, Luc Boulanger a été l'un des premiers journalistes québécois à publiquement  " sortir du placard " dans les médias. Dans le journal VOIR, Boulanger publie une chronique d'humeur, Les Grandes Gueules intitulée: Le Gay Savoir[1], dans laquelle il dit en avoir " marre " de l'hypocrisie de la société qui persiste à voir l'homosexualité uniquement du domaine de la vie privée, tel un secret honteux. " Les années 90 sera la décennie où les homosexuels monteront sur la place publique pour revendiquer leurs droits. Comme les Noirs et les femmes dans les années 60 et 70."

### Parcours
Figure de la communauté journalistique, Luc Boulanger a commencé sa carrière en 1990, après avoir obtenu un baccalauréat en Communication de l’UQAM, doublé de la Bourse de la relève en journalisme Laurentide Rock / Journal de Montréal.  
Son diplôme en poche, Luc Boulanger va tenir pendant 12 mois une chronique culturelle dans le Cahier week-end du Journal de Montréal. 
Puis, il est embauché par l’hebdomadaire Voir Montréal pour diriger la section Arts & Spectacles. Il y sera pendant 12 ans. Le journaliste a collaboré ensuite au Devoir et à La Presse 
Luc Boulanger est aujourd’hui rédacteur en chef du magazine bilingue de VIA Rail Canada, VIA Destinations et collabore à La Presse et à divers projets au sein des Éditions Gesca. Il est parfois invité à la télévision et à la radio, entre autres aux émissions Ici et là (VOX), Denis Lévesque (LCN), C’est bien meilleur le matin et Christiane Charette (Radio-Canada). 
Il a signé plusieurs textes, entrevues et reportages dans des revues comme Châtelaine, L’actualité, Elle Québec, Ricardo et Clin d’œil. Luc est aussi l’auteur d’un livre d’entretiens avec Michel Tremblay, Pièces à conviction, paru chez Leméac en 2001; d’un essai sur le mariage gai, Les Termes d’un débat (Éditions Liber / Le Devoir, 2005) ; et d’un ouvrage biographique, Réjean Thomas : Médecin de cœur,le parc en ciel, homme d’action (Éditions Voix parallèles, 2008).